# Krematorium v Lancasteru
Krematorium v Lancasteru, anglicky Lancaster Crematorium, je historická stavba stojící v Lancasteru, Lancaster County v Pensylvánii. Byla postavena v roce 1884 v severní části hřbitova Greenwood, a je to přízemní, zděná budova v pozdně novogotickém slohu. Měří 48 stop na 32 stop a má mírně šikmou sedlovou střechu pokrytou plechem. Budova měla původně čtyři místnosti, architektonické prvky zůstaly většinou zachovány.
Krematorium bylo postaveno pro Lancaster Cremation and Funeral Reform Society. Poslední kremace zde proběhla v roce 1895.
V roce 1983 byla zařazena do National Register of Historic Places.